# Futebol de Causas
Futebol de Causas (internationaler Titel: "Football with a cause") ist ein Dokumentarfilm über die Fußballmannschaft von Académica de Coimbra und ihre Rolle im Widerstand gegen die Diktatur in Portugal bis zur Nelkenrevolution 1974.

## Handlung
Der Film dokumentiert die Vorgeschichte und die Folgen der Studentenproteste, die sich anlässlich des Pokalfinales 1969 der portugiesischen Öffentlichkeit nicht länger verheimlichen ließen von der Propaganda des Estado-Novo-Regimes. Benfica Lissabon stand im Finale um den Landespokal dem Studentenverein Académica aus Coimbra gegenüber, und die zahlreichen Studenten und Regimegegner unter den Zuschauern nutzten die Gelegenheit, um auf die inhaftierten Studenten und die andauernden Unruhen an den Universitäten des Landes aufmerksam zu machen. Mit heutigen Erinnerungen damaliger Aktiver, historischen Aufnahmen, Originaldokumenten und journalistischen Teilen wird die Vorgeschichte rekonstruiert, und der weitere Verlauf aus Sicht der Studenten des Vereins erzählt. Der Verein hatte damals eine besondere Stellung im Profifußball des Landes, da ihr Fußballkader keine Berufsfußballer waren, und zudem in der Mehrheit von progressiven gesellschaftlichen Ideen angetrieben wurden.

## Rezeption
Der Film ruft eine fast in Vergessenheit geratene Episode im populären Fußballsport des Landes in Erinnerung. Da Spielbetrieb und Berichterstattung vor allem von den drei erfolgreichsten Mannschaften Benfica Lissabon, Sporting Lissabon und FC Porto bestimmt wird, erlangte der Film über die besondere historische Rolle von Académica Coimbra einige Aufmerksamkeit im fußballbegeisterten Portugal. Die Zuschauer wurden hier von einigen Szenen überrascht, etwa wenn sie erfahren, dass das Finale 1969 das einzige in der portugiesischen Fußballgeschichte war, dem der Staatspräsident fernblieb und die Trophäe nicht überreichte, oder wenn der als Nationaltrainer und Benfica-Couch bekannte Mário Wilson sich hier als im Innersten überzeugter Académica-Anhänger zeigt, deren Kapitän er 1969 war.
Der Film lief auf verschiedenen Festivals (2009 u. a. Doclisboa und Caminhos do Cinema Português), auch in Deutschland (Altes Finanzamt Berlin 2010), und wurde 2010 als DVD veröffentlicht (OmUEngl).